# Керестецкая битва
Керестецкая битва, также известная как битве при Мезёкерестеше — сражение у венгерского города Керестеша (Мезёкерестеша), произошедшее 24—26 октября 1596 года в ходе войны, известной как Тринадцатилетняя или Пятнадцатилетняя, между войсками ряда католических стран Европы — австрийских Габсбургов во главе с эрцгерцогом Максимилианом III Австрийский и князем Жигмондом Батори — и войсками Османской империи под командованием Мехмеда III. Закончилось решительной победой османской армии.

## Предшествующие события
Видя ослабление Османской державы из-за череды внутренних смут, более известными как Джалалийская смута, австрийцы усилили натиск в надежде заполучить полный контроль над Венгрией. Произошла серия пограничных стычек и набегов, в результате которой погиб паша Боснии Хасан, что и послужило поводом для объявления летом 1593 года османами войны.
Успех с самого начала сопутствовал турецкому оружию: был захвачен ряд пограничных крепостей, имеющих большое стратегическое значение. Однако смуты на время отвлекли основную часть войск, чем воспользовались австрийцы, сумевшие захватить важную Эстергомскую крепость, находящуюся всего в 60 километрах от Будапешта. Всё это подтолкнуло султана Мехмеда III лично возглавить армию и выступить против христиан.
23 июня 1596 года Османская армия выступила из Константинополя и 9 августа прибыла в Белград. 20 августа армия переправилась через реку Сава и вошла на территорию эрцгерцогства Австрия. В крепости Сланкамен был созван военный совет, где было решено начать осаду венгерского форта Эгер, который контролировал пути сообщения между Габсбургами, Австрией и Трансильванией. Вскоре пришло известие о том, что австрийцы осадили и захватили крепость в Хатване и жестоко убили всех проживающих там османов, включая женщин и детей. Османская армия начала осаду крепости города Эгер (Эрлау) 21 сентября 1596 года, и к 12 октября крепость капитулировала. В отместку за резню в замке Хатван все защитники крепости были казнены.
После успешной осады этой крепости к османам начали поступать известия о приближении дополнительных сил Габсбургов, и султан решил предложить бой на ближайшей равнине Мезёкерестеш.

## Битва
Оттоманские войска были истощены несколькими днями марша. Силы Габсбургской монархии и Трансильвании, насчитывавшие 55 000 человек, ждали в заранее подготовленных полевых укреплениях вокруг руин старой церкви.
Армия Габсбургов и восставших против Османов трансильванцев, ещё более усилившись за счёт подошедших испанских и польских сил, перешла в наступление. Несмотря на жестокие потери, понесённые от стремительной атаки крымской конницы, австрийцы добились решительного перевеса в центре, прежде всего, за счет огневой мощи. Султан уже подумывал об отступлении и даже сел на лошадь, но его учитель Ходжа Саддедин Эфенди, вцепившись в ноги его коня и умоляя не покидать войско, заставил его передумать.
Австрийские же войска, почувствовав вкус победы, начали разбредаться в поисках добычи, подставившись под сокрушительный удар крымской конницы. Видя начавшуюся среди христиан панику, мусульмане с криками «Неверные бегут!» перешли в контратаку. Битва завершилась полным разгромом союзных войск. Османами была захвачена вся австрийская артиллерия.

## Последствия
Эта победа оказалась единственным решающим сражением во всей войне, и была быстро причислена оcманами к ряду наиболее известных побед Сулеймана и Селима. Вскоре после победы Мехмед III назначил Чигалазаде Юсуфа Синан-пашу новым Великим визирем. Он отправил в Константинополь объявление о победе императора, в котором сообщалось о завоевании крепости Эгер (Эрлау) и победе в битве при Керестеше. Это произошло в Константинополе в октябре, и в городе были организованы общественные торжества и собрания.